# Pseudovagina
Als Pseudovagina wird ein bindegewebiger Hohlstrang der weiblichen Beuteltiere (Marsupialia) bezeichnet, der sich ausgehend von einem Sinus vaginalis bildet und den Geburtskanal der Jungtiere darstellt.

## Anatomie
Beuteltiere besitzen zwei Gebärmütter sowie zwei Vaginae, die aufgrund der fehlenden Verschmelzung der paarigen Müllerschen Gänge während der Embryonalentwicklung nicht wie bei den Plazentatieren zu einer Vagina verschmelzen. Beide Vaginae münden getrennt in den Sinus urogenitalis und verwachsen nur bei den Kängurus im Bereich der Eintrittstelle zu einem kurzen Tubus. Die Uteri münden ebenfalls jeweils in eine Vagina, medial dieser Einmündung verwachsen beide häufig in einen unpaaren Sinus vaginalis; bei den Eigentlichen Nasenbeutlern ist dieser zu einem Receptaculum seminis erweitert.
Zur Geburt bildet sich ausgehend von dem Sinus vaginalis ein bindegewebiger Strang, der zwischen den beiden Vaginae bis zum Sinus urogenitalis reicht. Innerhalb dieses Strangs bildet sich vor der Geburt ein Hohlraum, durch den die Geburt stattfindet, die so genannte Pseudovagina. Mit Ausnahme der Kängurus und des Honigbeutlers, bei denen der Kanal nach der ersten Geburt bestehen bleibt, bildet sich die Pseudovagina vor jeder Geburt neu aus.

## Systematik
Da eine Pseudovagina bei allen Beuteltieren ausgebildet wird und auch nur bei ihnen vorkommt, handelt es sich um ein abgeleitetes, apomorphes Merkmal, das zur Begründung der Beuteltiere als Verwandtschaftsgruppe herangezogen werden kann.